# یواس‌اس اسلتر (دی‌ئی-۷۶۶)
یواس‌اس اسلتر (دی‌ئی-۷۶۶) (به انگلیسی: USS Slater (DE-766)) یک کشتی بود که طول آن ۳۰۶ فوت (۹۳ متر) بود. این کشتی در سال ۱۹۴۴ ساخته شد.